# Révoltes kazakhes
Les révoltes kazakhes sont les évènements et actions de l'histoire des Kazakhs durant lesquels ils se sont opposés aux autorités en place par la désobéissance civique ou en prenant les armes. Les révoltes kazakhes des XVIIIe et XIXe siècles étaient des mouvements de libération nationale.
Depuis la seconde moitié du XVIIIe siècle jusqu'à 1916, environ 300 mouvements de libération nationale ont été entrepris par les Kazakhs.

## Révoltes sous l'Empire russe

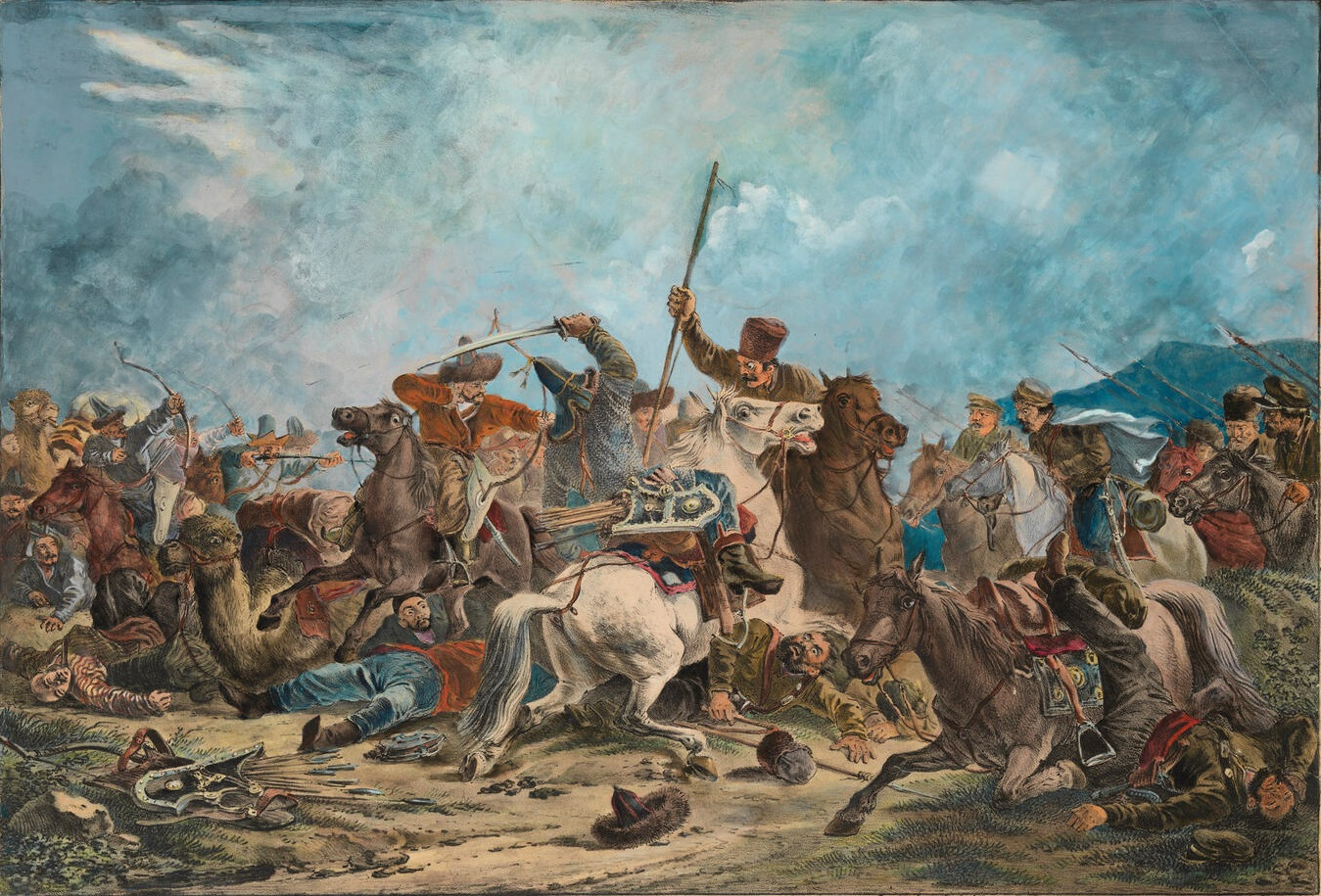
Aleksander Orłowski, Bataille entre les Cosaques et les Kirghizes (au XIXe siècle, les Kazakhs étaient appelés Kirghizes).

### Contexte
Malmenés par les assauts répétés des Dzoungars, les Kazakhs demandent sa protection à l'Empire russe durant la première moitié du XVIIIe siècle. Le protectorat russe est établi sur la Petite jüz en 1731, sur la Jüz moyenne en 1740, et sur une partie de la Grande jüz en 1742. Le joug russe restera sur le peuple kazakh jusqu'au début du XXe siècle, où le Kazakhstan fut intégré à l'URSS.

### Révoltes duXVIIIesiècle
- 1773-1775 : les Kazakhs prennent part aux révoltes menées par Emelian Pougatchev ;
- 1783-1797 : révolte de Syrym Datov (ru)[3].

### Révoltes duXIXesiècle
- 1822—1824 : révolte menée par Jolaman Tlenchiouly (ru) ;
- 1824—1825 : révolte menée par le dernier khan de la jüz moyenne Goubaïdoully (ru) ;
- 1826—1838 : révolte menée par Kaiyp-Gali Essimouly ;
- 1836—1838 : révolte d'Issataï Taïmanouly (en) et de Makhambet Outemissouly (en) au sein de la petite jüz et de la Horde Bokey ;
- 1837—1847 : révolte de grande ampleur, soutenue par les khans des trois jüz, menée par Kenessary Kassymov. Cette révolte diffère des autres par son organisation et la durée de la lutte[4] ;
- 1853—1857 : révolte menée par Esset Kotybarouly (en) ;
- 1856—1858 : révolte au Syr-Daria menée par Jankoja Nourmoukhamedov (ru) ;
- 1870 : révolte menée par Donas Tajiouly.

### Révoltes duXXesiècle
- 1916 : dans le contexte de la Première Guerre mondiale, l'Empire russe mobilisa des milliers d'hommes du Kazakhstan et d'Asie centrale entre 19 et 43 ans. Cette mobilisation a été le facteur déclencheur d'une révolte (voir Révolte d'Asie centrale de 1916 (ru)).

## Révoltes sous l'URSS
Entre 1928 et 1932, 327 révoltes ont eu lieu au Kazakhstan. On peut citer entre autres celles des :
- 26 septembre 1929 (soulèvement de 500 personnes) ;
- 1er au 9 novembre 1929 : révolte du district d’Amangeldi (ru) ;
- 7 au 16 février 1930 ;
- 25 février au 8 décembre 1930 : révolte antisoviétique des Sabraz de 1930 (ru) ;
- printemps 1930 ;
- 19 avril au 10 septembre 1931 ;
- révolte des Alaks (ru) (1931).

En tout, entre 1931 et 1932, plus d'un million de personnes fuirent le Kazakhstan.
Le 31 mai 1979, le Politburo décida de créer un oblast autonome allemand sur le territoire du Kazakhstan (voir Oblast autonome allemand au Kazakhstan (ru)), alors que les germanophones ne représentaient que 7 % de la population, seulement 30 % environ dans la région de Tselinograd (contre 10 % de Kazakhs dans cette même région). Le 16 juin 1979, à Tselinograd, la jeunesse et les intellectuels kazakhs se prononcèrent contre cette mesure (voir évènements de Tselinograd (1979) (ru)).
Le 16 décembre 1986, des manifestations kazakhes eurent lieu à Almaty pour protester contre la décision de Mikhaïl Gorbatchev de remplacer Dinmukhamed Konayev par Guennady Kolbine (en) à la tête de la RSS kazakhe. Ces évènements sont connus sous le nom de Jeltoksan.

## Révoltes ailleurs
En 1941, les Kazakhs de Chine se révoltèrent à cause de la confiscation de leurs terres.

## Révoltes sous le Kazakhstan indépendant
Du 15 au 17 septembre 1993, des émeutes eurent lieu à Oural.
Le 16 décembre 2011, à Janaozen, des émeutes ont été réprimées dans le sang, forçant le gouvernement à déclarer l'état d'urgence (voir Massacre de Jañaözen).